# Paternoster, Sydafrika

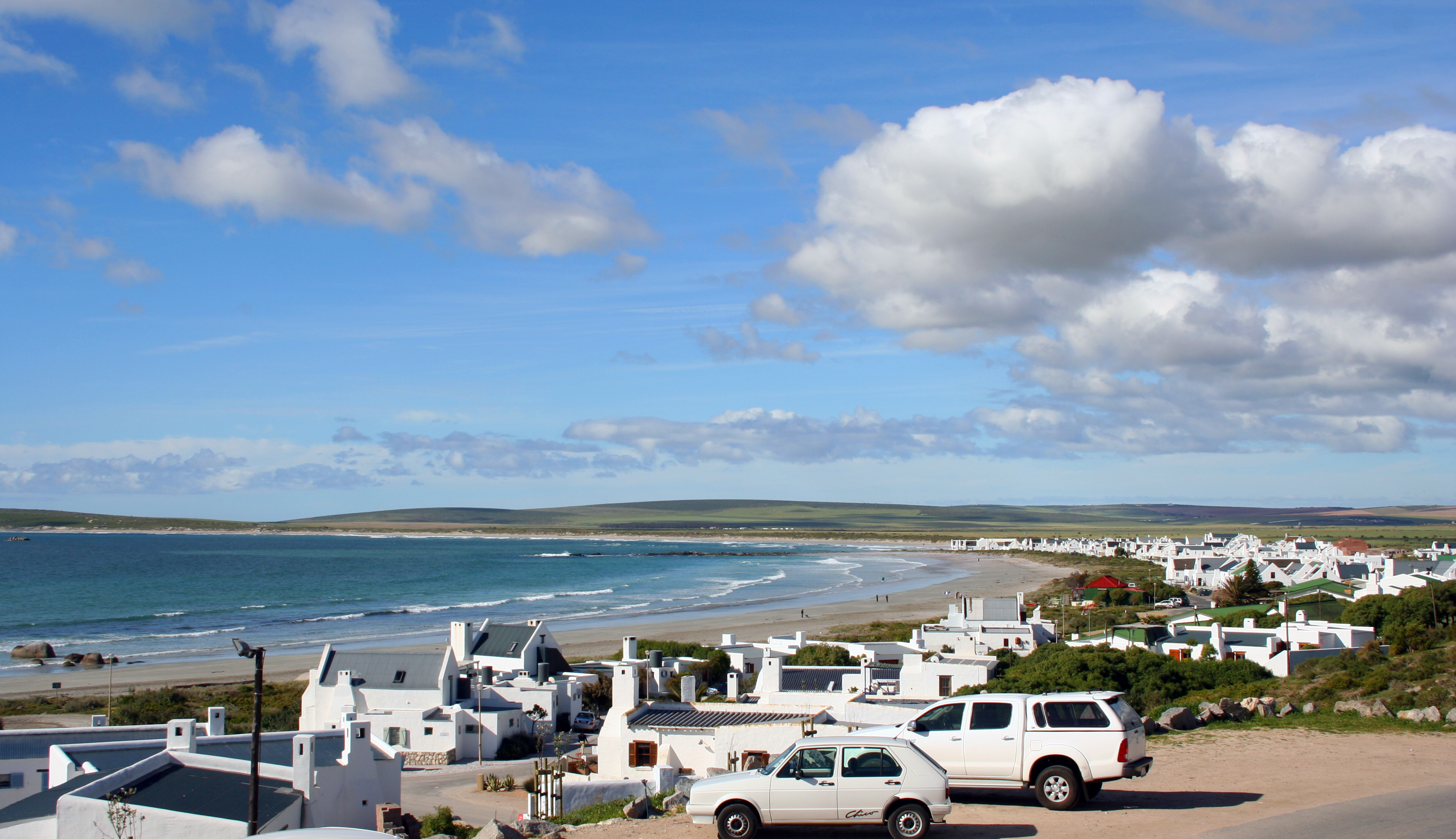
Paternoster.

Paternoster är en mindre ort i Västra Kapprovinsen i Sydafrika, cirka 150 km nordväst om Kapstaden. Folkmängden uppgick till 1 971 invånare vid folkräkningen 2011.
Fem kilometer utanför Paternoster ligger fyren Cape Columbine, som är ett känt landmärke i området. Paternoster är en fiske- och semesterort som är känd för sitt fiske och skaldjur. Orten har en för Sydafrika lite unik byggnadsstil; vitrappade hus med blåa dörrar och fönsterluckor.